# Saurauia pannosa
Saurauia pannosa är en tvåhjärtbladig växtart som beskrevs av Friedrich Ludwig Diels. Saurauia pannosa ingår i släktet Saurauia och familjen Actinidiaceae. Inga underarter finns listade i Catalogue of Life.